# Edgewater (Alabama)
Edgewater est un census-designated place situé dans l’État américain de l'Alabama, dans le comté de Jefferson.

## Démographie
| 1950  | 2000 | 2010 | - | - | - |
| ----- | ---- | ---- | - | - | - |
| 1 984 | 730  | 883  | - | - | - |